# Bro’Sis/Diskografie
Diese Diskografie ist eine Übersicht über die musikalischen Werke der ehemaligen deutschen R&B- und Popband Bro’Sis. Den Quellenangaben zufolge hat sie bisher mehr als vier Millionen Tonträger verkauft. Ihre erfolgreichste Veröffentlichung ist die Debütsingle I Believe mit über 1,8 Millionen verkauften Einheiten, wovon alleine in Deutschland über 1,75 Millionen Exemplare verkauft wurden und sie somit zu den meistverkauften Singles in Deutschland zählt.

## Alben

### Studioalben
| Jahr | Titel Musiklabel                                          | Höchstplatzierung, Gesamtwochen, AuszeichnungChartplatzierungen (Jahr, Titel, Musiklabel, Platzierungen, Wochen, Auszeichnungen, Anmerkungen) | Höchstplatzierung, Gesamtwochen, AuszeichnungChartplatzierungen (Jahr, Titel, Musiklabel, Platzierungen, Wochen, Auszeichnungen, Anmerkungen) | Höchstplatzierung, Gesamtwochen, AuszeichnungChartplatzierungen (Jahr, Titel, Musiklabel, Platzierungen, Wochen, Auszeichnungen, Anmerkungen) | Anmerkungen                                               |
| Jahr | Titel Musiklabel                                          | DE | AT | CH | Anmerkungen                                               |
| ---- | --------------------------------------------------------- | --- | --- | --- | --------------------------------------------------------- |
| 2002 | Never Forget (Where You Come From) Cheyenne Records (UMG) | DE1 ×2Doppelplatin · (39 Wo.)DE | AT1 Gold · (19 Wo.)AT | CH6 Gold · (13 Wo.)CH | Erstveröffentlichung: 28. Januar 2002 Verkäufe: + 640.000 |
| 2003 | Days of Our Lives Cheyenne Records (UMG)                  | DE10 (6 Wo.)DE | AT37 (4 Wo.)AT | CH39 (5 Wo.)CH | Erstveröffentlichung: 12. Mai 2003                        |
| 2004 | Showtime Cheyenne Records (UMG)                           | DE24 (3 Wo.)DE | — | — | Erstveröffentlichung: 30. August 2004                     |

## Singles

### Als Leadmusiker
| Jahr | Titel Album                                                                | Höchstplatzierung, Gesamtwochen, AuszeichnungChartplatzierungen (Jahr, Titel, Album, Platzierungen, Wochen, Auszeichnungen, Anmerkungen) | Höchstplatzierung, Gesamtwochen, AuszeichnungChartplatzierungen (Jahr, Titel, Album, Platzierungen, Wochen, Auszeichnungen, Anmerkungen) | Höchstplatzierung, Gesamtwochen, AuszeichnungChartplatzierungen (Jahr, Titel, Album, Platzierungen, Wochen, Auszeichnungen, Anmerkungen) | Anmerkungen                                                  |
| Jahr | Titel Album                                                                | DE | AT | CH | Anmerkungen                                                  |
| ---- | -------------------------------------------------------------------------- | --- | --- | --- | ------------------------------------------------------------ |
| 2001 | I Believe Never Forget (Where You Come From)                               | DE1 ×7Siebenfachgold · (14 Wo.)DE | AT1 Platin · (17 Wo.)AT | CH1 Platin · (16 Wo.)CH | Erstveröffentlichung: 3. Dezember 2001 Verkäufe: + 1.830.000 |
| 2002 | Do You / Peace of Soul Never Forget (Where You Come From)                  | DE3 (13 Wo.)DE | AT5 (17 Wo.)AT | CH19 (15 Wo.)CH | Erstveröffentlichung: 25. Februar 2002                       |
| 2002 | Heaven Must Be Missing an Angel Never Forget (Where You Come From)         | DE9 (11 Wo.)DE | AT29 (14 Wo.)AT | CH35 (9 Wo.)CH | Erstveröffentlichung: 3. Juni 2002                           |
| 2002 | Hot Temptation Never Forget (Where You Come From) (Special Winter Edition) | DE4 (11 Wo.)DE | AT11 (14 Wo.)AT | CH46 (6 Wo.)CH | Erstveröffentlichung: 21. Oktober 2002                       |
| 2002 | The Gift Never Forget (Where You Come From) (Special Winter Edition)       | DE16 (9 Wo.)DE | AT40 (7 Wo.)AT | — | Erstveröffentlichung: 9. Dezember 2002 Original: 98 Degrees  |
| 2003 | Oh No / Never Stop Days of Our Lives                                       | DE7 (9 Wo.)DE | AT24 (10 Wo.)AT | CH66 (5 Wo.)CH | Erstveröffentlichung: 7. April 2003                          |
| 2003 | V.I.P. Days of Our Lives                                                   | DE19 (9 Wo.)DE | — | — | Erstveröffentlichung: 16. Juni 2003                          |
| 2004 | U Build Me Up Showtime                                                     | DE20 (8 Wo.)DE | AT51 (4 Wo.)AT | — | Erstveröffentlichung: 29. März 2004                          |

### Als Gastmusiker
| Jahr | Titel Album                                               | Höchstplatzierung, Gesamtwochen, AuszeichnungChartplatzierungen (Jahr, Titel, Album, Platzierungen, Wochen, Auszeichnungen, Anmerkungen) | Höchstplatzierung, Gesamtwochen, AuszeichnungChartplatzierungen (Jahr, Titel, Album, Platzierungen, Wochen, Auszeichnungen, Anmerkungen) | Höchstplatzierung, Gesamtwochen, AuszeichnungChartplatzierungen (Jahr, Titel, Album, Platzierungen, Wochen, Auszeichnungen, Anmerkungen) | Anmerkungen                                                                                         |
| Jahr | Titel Album                                               | DE | AT | CH | Anmerkungen                                                                                         |
| ---- | --------------------------------------------------------- | --- | --- | --- | --------------------------------------------------------------------------------------------------- |
| 2003 | Do They Know It’s Christmas? The Ultimate Christmas Album | DE3 Gold · (7 Wo.)DE | AT28 (5 Wo.)AT | CH32 (5 Wo.)CH | Erstveröffentlichung: 24. November 2003 mit den TV Allstars; Original: Band Aid Verkäufe: + 150.000 |

## Videoalben und Musikvideos

### Videoalben
| Jahr | Titel Musiklabel                              | Anmerkungen                         |
| ---- | --------------------------------------------- | ----------------------------------- |
| 2002 | Never Forget … The DVD Cheyenne Records (UMG) | Erstveröffentlichung: 11. März 2002 |
| 2002 | Making of a Band – Part 2 RTL Enterprises     | Erstveröffentlichung: 21. März 2002 |

### Musikvideos
| Jahr | Titel                           | Regie            |
| ---- | ------------------------------- | ---------------- |
| 2001 | I Believe                       | Patric Ullaeus   |
| 2002 | Do You                          | Daniel Lwowski   |
| 2002 | Heaven Must Be Missing an Angel | Joern Heitmann   |
| 2002 | Hot Temptation                  | Katja Kuhl       |
| 2002 | The Gift                        |                  |
| 2003 | Oh No                           | Katja Kuhl       |
| 2003 | Never Stop                      | Hinrich Pflug    |
| 2003 | V.I.P.                          |                  |
| 2003 | Do They Know It’s Christmas?    | Johannes Grebert |
| 2004 | U Build Me Up                   | Katja Kuhl       |
| 2004 | Make Up Your Mind               | Katja Kuhl       |

## Boxsets
| Jahr | Titel Musiklabel                                           | Anmerkungen                                                                                               |
| ---- | ---------------------------------------------------------- | --- |
| 2003 | Bro’Sis – The Definitive Collection Cheyenne Records (UMG) | Erstveröffentlichung: 2003 Inhalt: Never Forget (CD), Days of Our Lives (CD) + The Video Collection (DVD) |

## Promoveröffentlichungen
| Jahr | Titel Album | Anmerkungen |
| ---- | --- | --- |
| 2002 | All I Wanna Know / Bounce / Do You / Gimme Some Lovin’ / Let Me Know / Who’s Been Sleeping in My Bed Never Forget (Where You Come From) | Erstveröffentlichung: 9. April 2002 6 Vinyl Maxi-Singles mit jeweils einem Lied vom Debütalbum; die Vorderseite aller sechs Vinyls ergibt den Bandnamen, die Rückseiten die Umrisse der sechs Bandmitglieder |
| 2004 | With a Little Help from My Friends Red Nose Day 04                                                                                      | Erstveröffentlichung: März 2004 mit Overground & Preluders als Popstars United; Original: The Beatles |
| 2004 | Make Up Your Mind Showtime | Erstveröffentlichung: 2004 |

## Sonderveröffentlichungen

### Lieder
| Jahr | Titel Album                                               | Anmerkungen                                                                                              |
| ---- | --------------------------------------------------------- | --- |
| 2003 | Do They Know It’s Christmas? The Ultimate Christmas Album | Erstveröffentlichung: 1. Dezember 2003 mit den TV Allstars; Original: Band Aid                           |
| 2003 | White Christmas The Ultimate Christmas Album              | Erstveröffentlichung: 1. Dezember 2003 Original: Bing Crosby                                             |
| 2004 | With a Little Help from My Friends Red Nose Day 04        | Erstveröffentlichung: 8. März 2004 mit Overground & Preluders als Popstars United; Original: The Beatles |
| 2004 | Theme from “Shin Chan” RTL II Anime Hits 3                | Erstveröffentlichung: 8. November 2004                                                                   |
| 2004 | Get It On The History of Popstars                         | Erstveröffentlichung: 29. November 2004                                                                  |

### Videoalben
| Jahr | Titel Musiklabel                                           | Anmerkungen                                                                                                   |
| ---- | ---------------------------------------------------------- | --- |
| 2003 | Days of Our Lives (Limited Edition) Cheyenne Records (UMG) | Erstveröffentlichung: 13. Mai 2003 erweiterte Fassung mit Bonus-DVD; Verkäufe werden Studioalbum hinzuaddiert |

## Statistik

### Chartauswertung
|                     | DE    | AT    | CH    |
| ------------------- | ----- | ----- | ----- |
| Nummer-eins-Alben   | DE1DE | AT1AT | CH—CH |
| Top-10-Alben        | DE2DE | AT1AT | CH2CH |
| Alben in den Charts | DE3DE | AT2AT | CH2CH |

|                       | DE    | AT    | CH    |
| --------------------- | ----- | ----- | ----- |
| Nummer-eins-Singles   | DE1DE | AT1AT | CH1CH |
| Top-10-Singles        | DE6DE | AT2AT | CH1CH |
| Singles in den Charts | DE9DE | AT8AT | CH6CH |

### Auszeichnungen für Musikverkäufe
Anmerkung: Auszeichnungen in Ländern aus den Charttabellen bzw. Chartboxen sind in ebendiesen zu finden.
| Land/RegionAuszeichnungen für Musikverkäufe (Land/Region, Auszeichnungen, Verkäufe, Quellen) | Gold     | Platin     | Verkäufe  | Quellen                            |
| -------------------------------------------------------------------------------------------- | -------- | ---------- | --------- | ---------------------------------- |
| Deutschland (BVMI)                                                                           | 2× Gold2 | 5× Platin5 | 2.500.000 | musikindustrie.de, Einzelnachweise |
| Österreich (IFPI)                                                                            | Gold1    | Platin1    | 60.000    | ifpi.at                            |
| Schweiz (IFPI)                                                                               | Gold1    | Platin1    | 60.000    | hitparade.ch                       |
| Insgesamt                                                                                    | 4× Gold4 | 7× Platin7 |           |                                    |